# Ольговка (Смоленская область)
Ольговка — деревня в Починковском районе Смоленской области России. Входит в состав Шмаковского сельского поселения. Население — 22 жителя (2007 год).
Расположена в центральной части области в 37 км к юго-востоку от Починка, в 38 км восточнее автодороги А141 Орёл — Витебск, на берегу реки Стряна. В 30 км западнее деревни расположена железнодорожная станция Васьково на линии Смоленск — Рославль.

## История
В годы Великой Отечественной войны деревня была оккупирована гитлеровскими войсками в июле 1941 года, освобождена в сентябре 1943 года.